# Kampgraben
Der Kampgraben ist ein Graben in Hamburg-Volksdorf. Er ist ein Nebenfluss vom Saselheider Graben.
Er verläuft vom Tannenkamp Richtung Norden, dann Richtung Westen bis zu seiner Mündung in den Diekkampgraben.